# Ameritech Cup 1995
Ameritech Cup 1995 — жіночий тенісний турнір, що проходив на закритих кортах з килимовим покриттям UIC Pavilion у Чикаго (штат Іллінойс, США). Належав до турнірів 2-ї категорії в рамках Туру WTA 1995. Відбувсь удвадцятьчетверте і тривав з 6 до 12 лютого 1995 року. Третя сіяна Магдалена Малеєва здобула титул в одиночному розряді й отримала 79 тис. доларів США.

## Фінальна частина

### Одиночний розряд
Магдалена Малеєва —  Ліза Реймонд 7–5, 7–6
- Для Малеєвої це був 1-й титул за рік і 5-й — за кар'єру.

### Парний розряд
Габріела Сабатіні /  Бренда Шульц —  Маріанн Вердел /  Тамі Вітлінгер-Джонс 5–7, 7–6, 6–4
- Для Сабатіні це був 2-й титул за сезон і 38-й — за кар'єру. Для Шульц це був 1-й титул за рік і 6-й — за кар'єру.